# مسعود حسن زاده
مسعود حسن زاده ((بالفارسية: مسعود حسن‌زاده)؛ مواليد 12 أبريل 1991 في طهران) هو لاعب كرة قدم إيراني يلعب مع نادي سايبا في دوري المحترفين الإيراني كمهاجم. مثّل منتخب إيران لكرة القدم. بدأ مسعود حسن زاده مسيرته الرياضية عام 2012 مع نادي مس رفسنجان.

## روابط خارجية
- مسعود حسن زاده على موقع قاعدة بيانات كرة القدم.إي يو (الإنجليزية)
- مسعود حسن زاده على موقع Soccerway.com (الإنجليزية)